# Aipe (kommun)
Aipe är en kommun i Colombia.   Den ligger i departementet Huila, i den centrala delen av landet, 200 km sydväst om huvudstaden Bogotá. Antalet invånare är 19 783.